# Thomas Andrews
Thomas Andrews, glavni pomorski arhitekt i dizajner za brodogradilište Harland & Wolff u Belfastu. Poznat je po tome što je za White Star Line konstruirao klasu prekooceanskih putničkih brodova Olympic. Olympic klasa sastojala se od triju tada najvećih prekooceanskih brodova RMS Titanic, RMS Olympic te HMHS Britannic. Poginuo je na prvom putovanju RMS Titanica 15. travnja 1912. godine.